# Latouchia japonica
Latouchia japonica là một loài nhện trong họ Ctenizidae.
Loài này thuộc chi Latouchia. Latouchia japonica được miêu tả năm 1910 bởi Embrik Strand.